# Kaj Geenen
Kaj Geenen (* 6. Mai 2003 in Weert) ist ein niederländischer Handballspieler.

## Karriere

### Im Verein
Kaj Geenen spielte zunächst in den Niederlanden für den Erstligisten Bevo HC. 2023 wechselte er zum deutschen Zweitligisten VfL Lübeck-Schwartau. Seit der Saison 2025/26 steht er beim Handball Sport Verein Hamburg unter Vertrag.

### In Auswahlmannschaften
Im März 2023 gab er sein Debüt für die niederländische Nationalmannschaft. Er stand im Kader für die Europameisterschaft 2024 und belegte mit den Niederlanden den 12. Platz. Bei der Weltmeisterschaft 2025 warf er sechs Tore in sechs Spielen und belegte mit dem Team den 12. Platz.

## Sonstiges
Der niederländischen Rennfahrer Max Verstappen ist sein Cousin.